# SN 2011il
SN 2011il – supernowa typu Ia odkryta 20 listopada 2011 roku w galaktyce A073508+1911. W momencie odkrycia miała maksymalną jasność 17,00m.